# Mary Ann Cotton
Mary Ann Cotton, nata Mary Ann Robson (Low Moorsley, 31 ottobre 1832 – Durham, 24 marzo 1873), è stata una serial killer britannica accusata di aver ucciso più di 21 persone (tra cui 3 mariti e 11 figli), servendosi per lo più dell'arsenico.

## Biografia
Mary Ann ebbe un'infanzia travagliata per le misere condizioni della sua famiglia che si sosteneva sul lavoro di minatore di suo padre Michael Robson, un uomo di profonda religione metodista che educò la figlia ad una severa disciplina. Quando Mary Ann aveva 8 anni la famiglia si trasferì a Murton dove la bambina si trovò in difficoltà a relazionarsi con i compagni di scuola evidenziando un disagio che si accrebbe quando il padre morì precipitando in un pozzo della miniera di carbone di Murton, il 23 febbraio 1842, quando Mary aveva 10 anni.
Mary Ann aveva 14 anni quando sua madre Margaret Londsdale (1813-1867) si rimaritò con Robert Scott. Il patrigno proseguì nell'impartire i principi di una rigida educazione a cui la fanciulla si sottrasse lasciando la famiglia e andando a lavorare come domestica in casa di Edward Potter a South Hetton, un vicino villaggio. Qui rimase per tre anni fino a quando tornò da sua madre decidendo di imparare il mestiere di cucitrice. 

### Il primo matrimonio e 8 figli
In questo frattempo conobbe William Mowbray (1826-gennaio 1865), un minatore che sposò nel 1852 quando raggiunse i 20 anni. La coppia si trasferì a Plymouth dove nacquero 5 figli, quattro dei quali morirono per febbre gastrica. Mary Ann e William tornarono ad abitare nel Nord-Est dell'Inghilterra dove ebbero ancora tre figli che morirono in tenera età. William, che nel frattempo era divenuto capomastro in una miniera di carbone e successivamente pompiere a bordo di una nave a vapore, morì nel gennaio 1865 per una malattia intestinale lasciando a Mary un'eredità di 35 sterline  ottenute come rimborso per un'assicurazione sulla vita stipulata precedentemente.
Dei figli che ebbe con William ricordiamo:
1) Isabella (26 settembre 1858-aprile 1867)
2) Margaret Jane (1/10/1861-1865)
3) una precedente Margaret Jane 
4) John Robert

### Il secondo matrimonio
Rimasta vedova Mary Ann si trasferì a Seaham Harbor dove intrecciò con Joseph Nattrass una relazione che si interruppe quando questi, già fidanzato con un'altra donna, si sposò. Nel frattempo con la morte della figlioletta di 3 anni Mary Ann, rimasta sola affidò Isabella, l'unica bambina  superstite dell'ampia figliolanza, alla nonna e si trasferì nel Sunderland dove ottenne un lavoro da infermiera in un dispensario dove conobbe uno dei pazienti, Georges Ward (1833-1866), che sposò nell'agosto del 1865 a Monkwearmouth. George, colpito da una malattia caratterizzata da paralisi e problemi intestinali, morì nell'ottobre del 1866 lasciando Mary Ann beneficiaria di un'assicurazione sulla vita.

### Il terzo matrimonio e una figlia
James Robinson, carpentiere a Pallion, rimasto da poco vedovo della moglie Hannah, assunse Mary Ann come governante nel novembre del 1866. Un mese dopo il figlio di James morì per problemi gastrici. Nel frattempo Mary Ann era rimasta incinta di James e, poiché sua madre si era ammalata, si recò a Seaham Harbour per assisterla. Dopo un apparente miglioramento la donna cominciò a lamentarsi per dolori di stomaco e dopo poco morì all'età di 54 anni nel 1867. Isabella che era stata affidata alla nonna tornò con la madre nella casa di Robinson a Pallion dove dopo poco morì quasi contemporaneamente con i due figli di James (i tre bambini furono sepolti negli ultimi giorni di aprile del 1867). Quattro mesi dopo James regolarizzò la sua posizione sposando Mary Ann che diede alla luce nel novembre del 1867 una bimba chiamata Mary Isabelle che si ammalò e morì nel marzo del 1868 a 4 mesi. James cominciò a sospettare della cattiva condotta della moglie che insisteva per fargli sottoscrivere un'assicurazione sulla vita; i dubbi sul suo conto divennero certezza quando scoprì che la moglie aveva debiti per 60 £, che aveva rubato più di 50 £, che probabilmente aveva depositato in banca, e che aveva impegnato diversi suoi oggetti di valore. A questo punto James cacciò di casa Mary Ann che si diede alla vita di strada.

### Il quarto matrimonio da bigama e un figlio
Fu in questa situazione disperata che Mary Ann divenne amica di Margaret Cotton che le fece conoscere suo fratello Frederick, un minatore rimasto da poco vedovo e che aveva perso due dei suoi quattro figli. Margaret curava e badava ai due sopravvissuti: Frederick Jr. e Charles Edward sino a quando nel marzo 1870 morì di una malattia indeterminata collegata allo stomaco. Mary Ann si assunse allora il compito di consolare Frederick che ben presto la mise incinta e che la sposò nel settembre del 1870. Nel 1871 la bigama Mary mise alla luce Robert, che morì nel 1872.

### Una convivenza e un figlio illegittimo
Poco dopo Mary Ann venuta a sapere che il suo ex amante Joseph Natrass abitava in un paese vicino e che non era più sposato, riprese la sua relazione con lui. Frederick che aveva sottoscritto un'assicurazione sulla sua vita e su quella dei figli venne colpito da una "febbre gastrica" e morì nel dicembre 1871 lasciando libero il campo per Natrass che divenne il convivente di Mary che, dopo aver trovato un lavoro da infermiera presso John Quick-Manning, un agente delle imposte, rimase incinta di quest'ultimo. Partorì il 10 gennaio 1873 una figlia che chiamò Margaret, morta nel 1953 all'età di 80 anni.
Nel 1872 i due figli Frederick Jr. e Robert morirono di poco precedendo il padre Natrass, morto per febbre gastrica dopo aver fatto testamento a favore di Mary Ann che poco dopo ricevette la richiesta di un parrocchiano Thomas Riley di aiutare le infermiere di una donna colpita dal vaiolo. Mary Ann rispose che doveva prendersi cura dell'ultimo dei sopravvissuti dei figli di Cotton, Charles Edward di 8 anni, e anzi chiedeva di farlo ricoverare nell'ospedale aggiungendo che le sue condizioni di salute ben presto lo avrebbero portato a raggiungere i suoi fratelli. Riley, che era stato medico legale a West-Auckland e che ebbe modo di visitare il ragazzo trovandolo in buona salute, fu sorpreso nell'apprendere della sua morte avvenuta qualche giorno dopo. Riley avvisò quindi la polizia dei suoi sospetti e convinse il medico competente a non compilare per il momento il certificato di morte sino a quando non fossero chiarite le cause del decesso.

### L'arresto, il processo e la condanna
Fu aperta un'inchiesta durante la quale Mary Ann sostenne che Riley l'aveva accusata perché ella aveva respinto le sue avances. L'inchiesta preliminare concluse che il ragazzo era morto per cause naturali. La decisione fu contestata duramente dai giornali che misero in evidenza le numerosi morti per febbre gastrica (tre mariti, un amante, un'amica, la madre, e una dozzina di bambini) di coloro che avevano convissuto per qualche tempo con Mary Ann.
Si giunse così ad una perizia medico legale che accertò la presenza di arsenico nel corpo di Charles Edward. Mary Ann fu arrestata con l'accusa di omicidio. Per l'apertura del processo che avvenne il 5 marzo 1873 si attese che l'imputata partorisse la figlia di John Quick-Manning che in seguito venne adottata.
La difesa dell'accusata avanzò la tesi che Charles fosse morto per aver inalato particelle di arsenico provenienti dalla tintura verde utilizzata per i parati della casa dei Cotton e prospettò l'ulteriore ipotesi che l'avvelenamento fosse dovuto al fatto che Mary Ann utilizzava per pulire i pavimenti una mistura di sapone ed arsenico che permaneva dopo il lavaggio avvelenando gli ambienti. La giuria non credette a queste ipotesi e in appena 90 minuti giudicò Mary Ann colpevole.
Il cronista del Times scrisse il 20 maggio 1873:
Molte domande di grazia furono rivolte al Ministero dell'Interno ma nessuna fu accolta. Mary Ann fu impiccata nella prigione della contea di Durhan il 24 marzo 1873. Il boia utilizzò per l'esecuzione la tecnica detta della "piccola caduta" che provocava la morte non per la rottura delle vertebre del collo ma per il lento soffocamento. 

### La filastrocca
Dopo la morte di Mary Ann una popolare filastrocca ne rievocò la spaventosa figura:
«Mary Ann Cotton

è morta e putrefatta 

giace nella tomba

con gli occhi spalancati.

Cantare, cantare, cosa posso cantare?

Mary Ann Cotton ha al collo una corda.

Dov'è, dov'è? Penzola in aria  

vendendo manine rinsecchite, un penny al paio»